# A Serpente e a Flor
A Serpente e a Flor é um romance escrito pela autora brasileira Cassandra Rios, publicado originalmente em 1965. A obra é conhecida por sua escrita provocadora e por abordar temas como desejo, controle social e tensão psicológica, elementos recorrentes na literatura da autora.

## Sinopse
Renata, jovem socialite paulistana, abandona o altar e escapa de um casamento arranjado, fugindo para uma antiga casa de praia da família, isolada e esquecida na Praia Velha. Lá, encontra Maria, uma mulher simples e quase submissa, que ocupa clandestinamente o casarão, e logo conhece Mirtza, uma bela e enigmática mulher que desperta nela um desejo incontrolável.
Enquanto vive esse retiro forçado, tentando se afastar da pressão familiar e dos holofotes, Renata se vê cercada por acontecimentos estranhos: cartas de amor entre um casal desconhecido começam a aparecer misteriosamente em seu quarto, e um vulto sombrio parece rondar a casa e a praia.
Dividida entre a razão e o instinto, entre o passado que a oprime e um futuro incerto, Renata mergulha em um jogo de sedução, paranoia e descoberta. Com sua prosa ousada e provocadora, Cassandra Rios cria em A Serpente e a Flor um romance carregado de erotismo, mistério e tensão psicológica.

## Trecho
Maria olhou para Mirtza que continuava em silêncio a observá-las. Renata voltou-se de repente e teve a impressão que Mirtza fizera um gesto qualquer e agora disfarçava, passando a mão pelos cabelos. Logo entretanto, com o sorriso de Mirtza se esvaiu a impressão. Que gesto poderia ter feito? E por que haveria de disfarçar? Estava se tornando mesmo uma ilusionista. Tendo alucinações e desconfianças exageradas. Foi sentar no lugar à mesa depois de ter convidado Mirtza para ocupar a cadeira na extremidade da mesa que ficava de frente para as vidraças da sala. Dali, com as cortinas descerradas se divisava toda a praia, até onde ela terminava na escarpada dos rochedos.